# Jean Loring
Jean Loring è un personaggio dei fumetti pubblicati dalla DC Comics, creato da Gardner Fox e Gil Kane. La sua prima apparizione è in Showcase n. 34 (settembre-ottobre 1961). Principalmente associata al supereroe Atomo, nelle cui storie è un comprimario che rappresenta il suo maggior interesse sentimentale. Comparve continuamente in ruoli minori fino a Crisi d'identità, in cui la sua posizione acquistò importanza nell'universo DC, dopo che ebbe sofferto per un crollo mentale e per essere responsabile dell'assassinio di Sue Dibny, moglie di Elongated Man. Questo portò Jean ad assumere successivamente il ruolo del supercriminale Eclipso.

## Biografia del personaggio

### Avvocato, moglie
La carriera di Jean Loring come procuratore distrettuale in Ivy Town cominciò all'incirca nello stesso momento che il suo ragazzo, Ray Palmer, divenne Atomo. Jean incontrò spesso Atomo che l'aiutò molte volte nella risoluzione dei suoi casi, prima di sapere che lui e Ray Palmer fossero la stessa persona.
In Atom and Hawkman n. 45 (ottobre-novembre 1969), Jean fu rapita e resa pazza dalla razza subatomica dei Jimberen, i quali necessitavano una regina mentalmente instabile. Sebbene fu liberata velocemente dalla sua prigionia da Atomo e Hawkman, Jean rimase mentalmente inferma fino a Justice League of America vol. 1 n. 81 (giugno 1970), quando fu curata dall'ugualmente instabile alieno Jest-Master.
Dopo che Jean fu rapita da T.O. Morrow, Ray entrò in una ricerca intradimensionale per ritrovarla, e chiedendo aiuto a Flash, Supergirl e Wonder Woman questo evento ebbe una grande influenza su Jean, ma la condusse anche al matrimonio Con Ray. Per pochi anni, furono felici - dopodiché la vita avventurosa di Ray prese il sopravvento e il loro matrimonio finì con il divorzio. Infatti Ray, rientrato casualmente in casa, scoprì il prolungato tradimento di Jean Loring con un collega del proprio studio legale: anche a ragione di questo duro colpo, Ray Palmer abbandonò completamente la città di Ivy Town per lungo periodo, unendosi ad una tribù di microscopici uomini amazzonici. Jean Loring lo seguì in Amazzonia, in quanto, nel tentativo di smantellare il laboratorio di Ray Palmer per prendere possesso della casa coniugale ad Ivy Town, era stata permanentemente ridotta alla medesima dimensione minuscola di Atom: Ray Palmer acconsentì a concederle la tecnologia necessaria per tornare alle sue dimensioni normali, ma l'allontanò nuovamente, e definitivamente da sé. I due non ebbero più contatti fino agli eventi di Crisi d'identità, nonostante entrambi avessero mantenuto diversi amici in comune, come Carter Hall.
Nonostante alcuni casi occasionali, per esempio la volta in cui Jean difese la Justice League of America in Justice League of America vol. 1 n. 77 (dicembre 1969), Jean non venne alla ribalta nazionale fino al momento del divorzio. Jean si risposò presto con il suo nuovo marito, Paul Hoben, aprendo un ufficio legale in Calvin City. Infine ritornò ad Ivy Town senza di lui e prese servizio alla ditta Grabemann, Loring & Ross. In generale, non fu più coinvolta in diritto penale e tentò di occuparsi di casi molto più comuni, come l'amministrazione delle proprietà di Carter Hall e David Clinton. Fece alcune eccezioni, però, come quando difese Risk dei Teen Titans.

### Crollo mentale
Jean soffrì un crollo mentale come rivelato nella miniserie del 2004 Crisi d'identità. Volendo recuperare la sua relazione con Ray, arrivò a credere che il modo più sicuro per riuscirci fosse quello di mettere in pericolo una persona cara ad un altro supereroe, facendo sì che tutti gli eroi tornassero dalle loro famiglie, incluso Ray. Utilizzando uno dei vecchi costumi di Ray, si miniaturizzò ed entrò nel cervello di Sue Dibny. Tentò di causare un danno minore ma accidentalmente applicò troppa pressione al cervello di Sue, uccidendola. Nel panico, e non volendo andare in prigione, utilizzò un lanciafiamme per bruciare il corpo di Sue e quindi scappare. Sconosciuto allo stesso Ralph, Sue era incinta.
Nel tentativo di sviare da lei ogni sospetto, Jean falsificò un attentato alla sua stessa vita legandosi ed imbavagliandosi da sola, e facendo credere di stare per essere impiccata. Riuscì ad incastrare Capitan Boomerang perché attaccasse Jack Drake, il padre di Tim Drake, il terzo Robin. Loring lasciò una pistola a Drake così che potesse uccidere Boomerang per difendersi, portando chiunque a pensare che Boomerang fosse il killer; arrivò alla conclusione che Boomerang fosse così inutile che Jack sarebbe stato perfettamente al sicuro. Sfortunatamente, i due uomini si uccisero a vicenda, lasciando Tim orfano.
Come aveva pianificato in origine, in seguito ai luttuosi eventi occorsi, e temendo per la vita di Jean, Ray ritornò da lei. Tuttavia, si mantenne accidentalmente a distanza chiedendo a Ray della nota "Proteggi Te Stesso" che fu inviato a Jack Drake, qualcosa che solo il killer avrebbe potuto sapere, e che Batman aveva rimosso prima che arrivasse la polizia. Successivamente, Ray la internò nel Manicomio di Arkham.
Più tardi, Freccia Verde disse a Flash e a Black Canary che visitò Jean all'Istituto, e disse che era stata così massicciamente sedata che giocherellava con il suo braccialetto ospedaliero, chiamandolo la sua fede nuziale.
Nuovamente mentalmente squilibrata, Jean fu ancora abbandonata da Ray Palmer, che preferì fuggire nel multiverso piuttosto che affrontare la realtà, e da Carter Hall, che questa volta preferì prendere le difese del suo amico, cominciando una campagna di aperto disprezzo della sua ex-procuratrice legale.

### Eclipso

#### Crisi infinita
Mentre veniva curata, l'entità sovrannaturale nota come Eclipso la manipolò così che potesse divenire il suo ospite, facendo il modo di sedurre lo Spettro nella distruzione di tutti gli esseri magici dell'universo DC.
Grazie alle azioni di Eclipso, lo Spettro in una furia di rabbia di massa, uccise oltre 700 maghi. Con tutte le loro vite in pericolo, un gruppo di mistici si auto bandirono insieme, formando il Shadowpact. Pianificando di fermare lo Spettro, reclutarono Black Alice, una ragazza che aveva il potere di derubare i maghi del loro potere per una piccola quantità di tempo.
Il Shadowpact volle utilizzare il potere di Black Alice per togliere allo Spettro il suo potere, lasciandolo indifeso. Quindi, in una finestra del tempo lasciata aperta, lo Shadowpact uccise lo Spettro e sconfisse Eclipso prima che i due potessero completare la loro guerra di magia. Tuttavia, il piano ebbe un intoppo, dato che lo Spettro senza i suoi poteri non era nient'altro che uno spirito vuoto, lasciandolo inoffensibile.
Durante la breve possessione dei poteri dello Spettro, Black Alice li utilizzò per aiutare il membro del Shadowpact Nighshade ad inviare Eclipso su di un'orbita perpetua intorno al Sole, svegliando i poteri di Eclipso. Tuttavia, l'incapacità di questi non aiutò il Shadowpact contro lo Spettro, che continuò a devastare e finì con l'uccidere l'antico Mago Shazam. Dopo che lo Spettro uccise Nabu, l'ultimo e più potente dei Signori dell'Ordine, l'attenzione della Presenza fu finalmente portato alla sua attenzione, e lo Spettro fu ancora una volta costretto ad entrare in un ospite umano, mettendo fine alla furia di cui era preda.

#### 52
Nella settimana 27 di 52, Ralph Dibny contatta lo Spettro come parte di ricerca di riportare sua moglie Sue in vita, promettendo di fare per lui qualsiasi cosa purché lo aiutasse. Lo Spettro desiderando vendicarsi di Eclipso, ma reso incapace di farlo a causa del suo ospite, ordinò a Dibny di punire Eclipso non appena sua moglie fosse stata resuscitata. Dibny, che ebbe temporaneamente i poteri dello Spettro, portò Eclipso al punto in cui Jean uccise sua moglie, e recuperando la sua sanità mentale, tentò di intrappolarla in un anello temporale e la costrinse a guardare se stessa mentre assassinava Sue incontinuazione per tutta l'eternità. Ma la ora sana Jean loring si inginocchiò e chiese perdono, e Dibny, influenzato dalle sue suppliche, ed il suo senso di compassione e le sue sensazioni nel guardare sua moglie morire, si ritrovò incapace di mantenere il patto con lo Spettro. Quindi, fece ritornare Eclipso sulla sua orbita intorno al Sole.

#### Countdown
Una delle immagini promozionali della nuova serie settimanale della DC Countdown, mostrava Eclipso in compagnia di Mary Marvel. Blue Beetle n. 16 mostrò Eclipso mentre rapiva un bambino con una rude abilità magica per corrompere il nuovo ospite per sé stesso. Gli sforzi combinati di Blue Beetle e Tracy Thirteen sventò il piano, girando l'attenzione su Mary Marvel.
In Countdown to Mystery, Eclipso, sotto la direzione di Darkseid, tentò di corrompere altri supereroi, comincinado con Plastic Man ed il Creeper. Trovò anche in Mary Marvel una nuova compagna, estrumento di potere. Nutrendo la giovane con bugie ed inganni, Jean sviò Mary dalla parte dei supereroi, corrompendo la giovane ragazza con il suo seguace. Mary Marvel tuttavia si ribellò, e rifiutò di donarsi a Darkseid come concubina, strappando Eclipso dal suo diamante nero e scaravantandola svenuta e senza poteri nello spazio. Eclipso ritrovò il suo diamante e ritornò per vendicarsi di Mary, solo per scoprire che lei era troppo forte. Durante la battaglia, Mary chiamò a sé il fulmine magico, rimuovendo i poteri di Eclipso da Jean. Nel numero 4, dopo la battaglia di Mary Marvel ed Eclipso, il diamante nero scelse Bruce Gordon come ospite. Jean venne mostrata mentre cadeva in mare dalle parti di Themiscyra, ma non arrivò sulla costa come Mary Marvel.
In Green Lantern n. 43, fu confermato da Mano Nera che Jean Loring morì, e dato che non sentiva la voce della morte, Jean fu la possibile candidata per divenire una Lanterna Nera.
In La notte più profonda n. 1 Jean Loring è tra le centinaia di superumani defunti che Mano Nera richiama in vita sotto forma di cadaveri rianimati da appositi Anelli del Potere Neri.
Viene inoltre dimostrato il rancore che Carter Hall continua a serbarle: nonostante Ray Palmer avesse chiamato Carter e Kendra, la nuova Hawkgirl, per accompagnarlo a rendere omaggio alla tomba di Jean Loring, Carter rifiuta nettamente, definendo Jean un'assassina e dichiarando a Ray che se vuole stare bene deve dimenticarla per sempre, anche da morta.